# Albánia festészete

## Bizánci és posztbizánci festészet

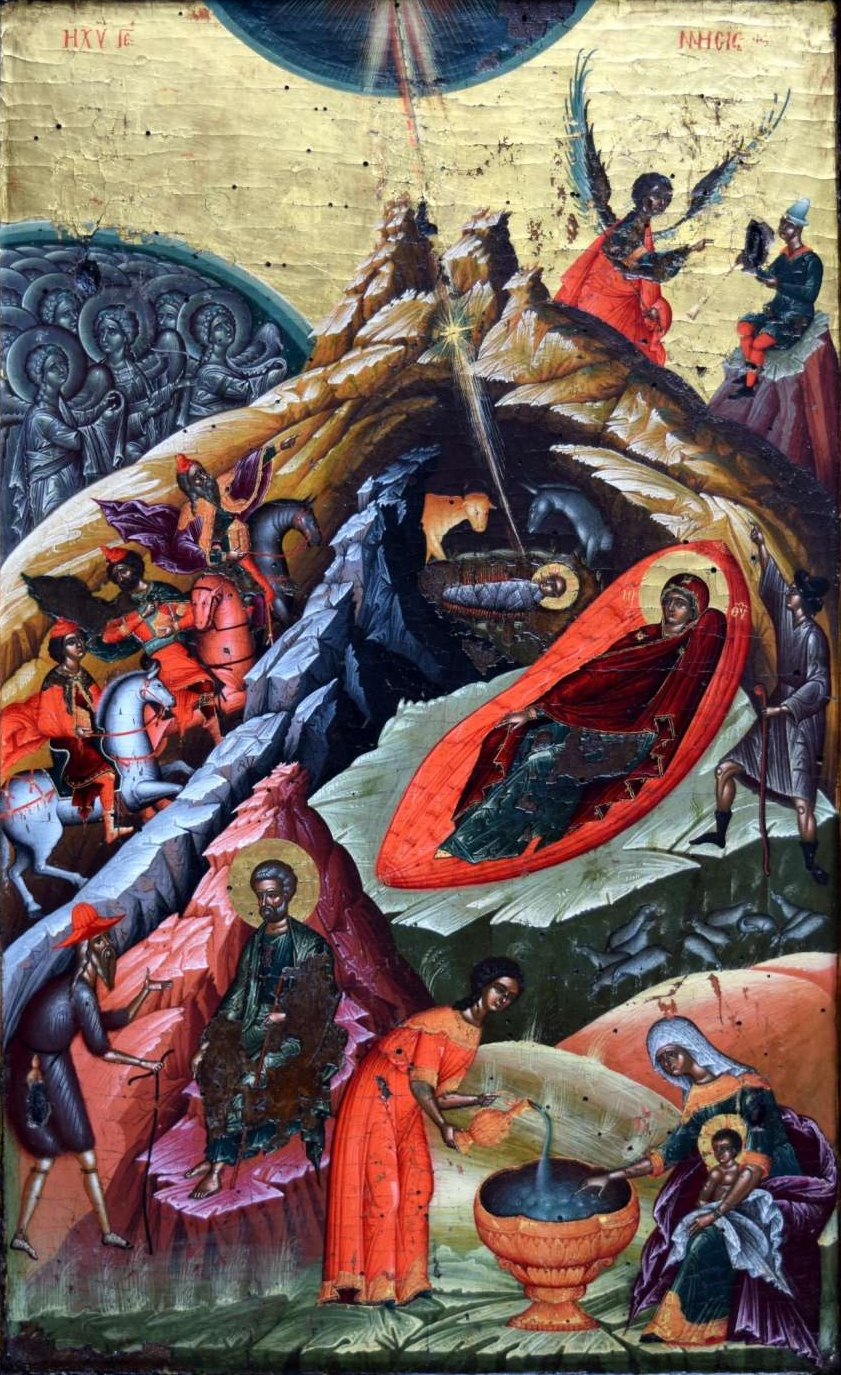
Onufri Lindja e Krishtit (’Krisztus születése’) című ikonja a 16. századból

A középkor századaiban, a Bizánci Birodalom fennhatósága idején magas művészi szintet ért el a keresztény templomok falfestészete. A 14. századra az ortodox templomok mindegyikében megjelentek az egyház szigorú elvárásainak megfelelő, vallásos tematikájú freskók. E korai falfestmények alkotói anonimitásba burkolóztak, mindmáig ismeretlenek. Napjainkra nagyon kevés maradt fenn munkáikból, a világháborúk pusztításaitól megkímélt freskókat az ország 1967-es ateistává válása után semmisítették meg. Szerencsére azonban jelentős bizánci falképek maradtak fenn például a rubiki Mennybemenetel-templomban (1272) és a pojani Szűz Mária-kolostorban (14. század).
A bizánci ortodox festészet hagyományai a török hódoltság korában (15–18. század) az ikonfestészetben éltek tovább. A korszak legjelentősebb alakja a 16. században Beratban tevékenykedő Onufri volt, ikonjai szín- és részletgazdagságuknak köszönhetően kiemelkednek a kor művészi alkotásai közül. Vallásos tematikájú művei mellett festett sajátosan komor hangulatú zsánerképeket is. Élete vége felé Beratban festőiskolát alapított, amelyet halála után fia, a szintén festő Nikolla Onufri vezetett. A késő bizánci festészeti hagyományok a 18. századig éltek tovább, az albánlakta és a környező területek templomaiba olyan alkotók készítettek ikonosztázokat, mint David Selenica, Kostandin Shpataraku, valamint a Zografi fivérek, Kostandin és Athanas.
A 20. században megindult művészettörténeti kutatásoknak és a restaurálásoknak köszönhetően számos ikon maradt az utókorra. A korszak alkotásait a tiranai Nemzeti Művészeti Galériában, a korçai Nemzeti Középkori Művészeti Múzeumban és a berati Onufri Nemzeti Ikonográfiai Múzeumban őrzik. A szakmai érdeklődést jelzi, hogy rendeztek már albán ikonkiállításokat Párizsban (1975), Rómában (1985) és Nizzában (1993).

## Modern festészet

### Nemzeti romantika és impresszionizmus

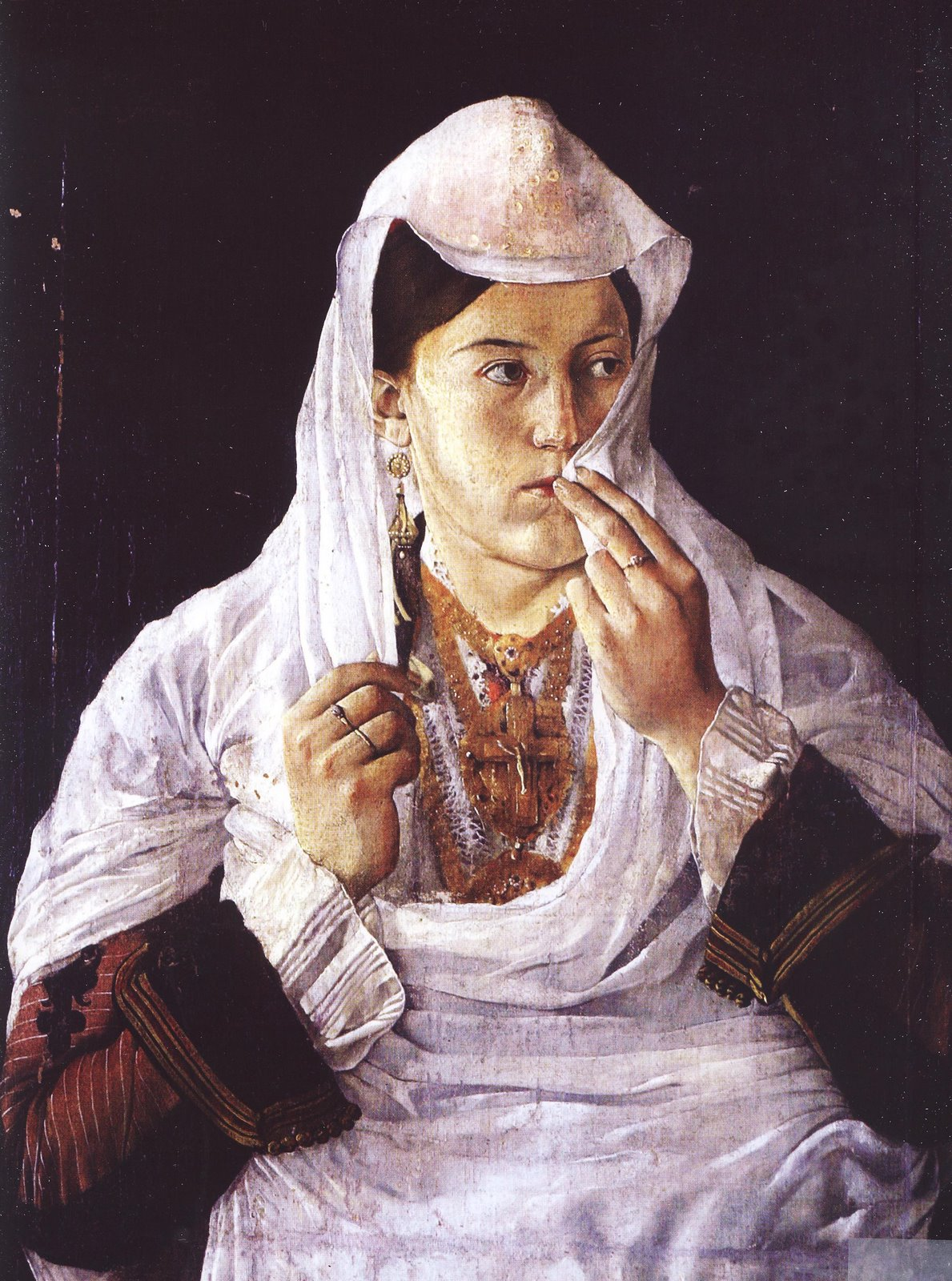
Kolë Idromeno Motra Tone (’Nővérem, Tone’, 1883) című festménye

A 19. század második felében beköszöntött a nemzeti romantika korszaka, s a Rilindja mozgalom a képzőművészetekre is hatott. Ekkor érték el a modern, nyugati festészeti irányzatok Albániát is. A modern albán festészet születését 1883-ra teszik, ekkor készült el két jelentős alkotás, Jorgji Panariti Portreti i Skënderbeut (’Szkander bég portréja’) és Kolë Idromeno „albán Giocondája”, Motra Tone (’Nővérem, Tone’) című festménye. E két úttörő mű évtizedekre meg is szabta az albán festészet útját: az 1920-as évekig alkotott festmények döntően hazafias történelmi tablók és portré-, illetve zsánerképek voltak. E korai festményekre a klasszicizmus realisztikus ecsetkezelése volt jellemző, és két jelentősebb művésziskola is alakult Shkodrában, illetve Korçában. A fényképészként is tevékenykedő Idromeno mellett a történelmi tablóképfestő shkodrai csoport jeles tagjai voltak Ndoc Martini, Simon Rrota, Andrea Kushi és Zef Kolombi. Az albán tájképfestészetet megújító korçai csoport két vezéralakja Spiro Xega és Vangjush Mio volt. Az albán festészet az 1930-as években kezdett elszakadni a Rilindja realista hagyományaitól, és egyfajta modernista társadalomkritika vette át lassan a helyét. A történelmi idillt száműzve a festők impresszionista, drámai hangvételű zsánerképeken adták vissza a nép nyomorúságos mindennapjait. Ez a szemléletváltás a grafikában az iróniáig elment, fejlődésnek indult a karikatúra, olyan korábbi akvarellisták grafikai műveivel, mint Abedin Dino és Qenan Mesarea.
Az ország függetlenné válása után megtörténtek az első kísérletek a művészeti élet megszervezésére is. 1920-ban Korçában nyílt meg az első személyes kiállítás Vangjush Mio műveiből, 1923-ban pedig az első nagyszabású tárlat Shkodrában, amely tizenöt helyi művész alkotásait mutatta be. A korszak legjelentősebb tematikus honi kiállítását a Művészet Barátai (Miqtë e Artit) társaság szervezésében 1931 májusában Tiranában nyitották meg, amely az albán történelmi festményekről adott átfogó képet. 1932-ben nyílt meg Andrea Kushi festő kezdeményezésére az első albán művészeti oktatási intézet, a Rajziskola (Shkolla e Vizatimit) Tiranában. Első tanárai Andrea Kushi, Abdurrahim Buza festők, Odhise Paskali szobrász, a művészeti képzésben is részesült Lasgush Poradeci költő és Mario Ridola olasz festő voltak. A Rajziskolából került ki az 1940–es évek utáni festőnemzedék európai szépművészeti akadémiákat is megjárt, több jeles alakja, például Kel Kodheli, Nexhmedin Zajmi, Foto Stamo és Ibrahim Kodra.

### Szocialista realizmus
A második világháború után, az Enver Hoxha vezette kommunisták hatalomátvételével 1945-ben került sor az első országos kiállításra, amelynek tematikájával kijelölték az új képzőművészeti utakat. A tárlatot megelőző felhívás ugyanis a hős honvédő háború, a felszabadítás és más nemzeti sorsfordulók témájában készített alkotások beküldésére buzdított. Ekkor és az elkövetkezendő években korábban soha nem látott mennyiségben készültek történelemidealizáló festmények, grafikák és falmozaikok. Idővel a korábbi festészeti hagyományokat mint osztályidegen és nem előremutató irányzatokat megbélyegezték, s az albán piktúra teljesen elszigetelődött a kortárs művészeti áramlatoktól. Az 1940–1950-es években a szocialista realista festészet és a grafika tömegcikké silányult, és híján volt az igazán nagy alkotó egyéniségeknek. A korábbi évtizedek nagy művészeitől – például Abdurrahim Buza, Sadik Kaceli, Kel Kodheli – szintén a párt által megszabott sematikus képeket várták el. Minthogy érzelmeik, gondolataik kifejezésének a sematizmuson belül vajmi kevés tere volt, más terepet kerestek kreativitásuk kiélésére, tájképeket és csendéleteket festettek vagy könyvillusztrációval foglalkoztak.

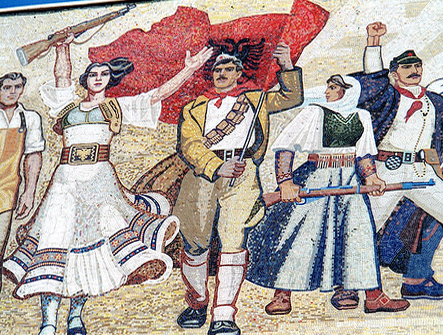
A tiranai Nemzeti Történelmi Múzeum szocreál homlokzati mozaikja

Az albán festészet egyre inkább elszigetelődött a világ művészeti áramlataitól, az 1970-es évekre azonban mind gyakrabban megmutatkoztak a sematizmussal szakítani akaró művészi törekvések. A pártállam mindannyiszor kemény kézzel megtorolta az alkotói szabadság eme megnyilvánulásait. Így például 1972-ben Tiranában festők egy csoportja Pranvera (’Tavasz’) címen tárlatot rendezett, a szervezőket később a rendszer ellehetetlenítette, több festő elhagyta az országot (például Edison Gjergo, Ali Oseku, Edi Hila, Maks Velo). Az Albániában maradt, a festészet megújulásáért harcoló művészek előtt három választás állt: a művészeti döntnökök igényeinek megfelelő képeket festenek, esetleg áttérnek valamely más műfajra (tájkép, portré, falkép, festett kerámia) vagy egy eljövendő szabadság reményében, saját fejlődésüket szem előtt tartva készítik az alkotói ízlésüknek megfelelő, nyilvánosságot nem kapó festményeket. Ha szerencséjük volt, néhány képük átcsúszhatott a cenzúrán és ki is állították. Az 1970-es évek két legnagyobb, eredeti festőegyénisége Skender Kamberi és Sali Shijaku volt, az 1980-as években Edi Rama (Tirana későbbi polgármestere) állt a sematizmus ellen lázadó, időnként megnyilatkozó festőcsoport élén.
A kommunizmus évtizedeiben a képzőművészeteknek is megteremtették az állami intézményi rendszerét. 1954-ben megnyílt a tiranai Nemzeti Szépművészeti Galéria (Galeria Kombëtare e Arteve), ahol a régi és kortárs albán művészek alkotásait gyűjtik össze. A nagyobb városokban képtárak nyíltak, Korçában pedig megalapították a Középkori Művészeti Múzeumot (Muzeu i Artit Mesjetar). A képzőművészek egységbe tömörülve 1952-ben megalakították a Művészek Testületét (Lidhja e Artistëve). Az 1950-es években az albán festők Moszkvában képezték magukat, majd 1960-ban megnyitották a Művészeti Főiskolát (Instituti i Lartë i Arteve), amely a mai napig képezi a művészeket, immár Művészeti Akadémia (Akademia e Arteve) néven. 1986-ban az Albán Tudományos Akadémia szervezeti keretén belül elkezdte munkáját a Művészettörténeti Központ (Qendra e Studimit të Arteve).

### Kortárs festészet
Az 1991-es demokratikus átmenet szabad levegője az albán festészetet is felfrissítette, véget ért az egyetlen „hiteles” művészeti irányzat, a szocialista realizmus közel fél évszázados korszaka. Az elmúlt rendszerben is alkotó művészek tőlük szokatlan képi megfogalmazásokkal rukkoltak elő, a felszínre tört saját, elnyomott művészi énjük (például Skender Kamberi, Kel Kodheli). Munkáikat azonban továbbra is (az esetleg impresszionizmusba hajló) realizmus jellemzi. Mellettük megjelentek a kortárs művészeti áramlatokhoz csatlakozó, újszerű technikákat és kifejezésmódokat alkalmazó ifjú művészek, akik hamarosan nemzetközi hírnevet szereztek maguknak (például Alush Shima, Adrian Grezda). Csak ebben az időszakban lett elismert Albániában a korábbi évtizedekben már világhírnevet szerzett albán származású Ibrahim Kodra.
Az elmúlt rendszerben alakult Művészek Testülete az új kor követelményeihez alkalmazkodva működik tovább, de mellette megjelent számos további festőcéh is. A Nemzeti Szépművészeti Galéria gyűjteménye számára immár kortárs és külföldi műveket is vásárol, nemzetközi tárlatokat rendez, de 1993-ban Tiranában megnyílt az első magángaléria, a progresszív festőket képviselő Galeria Te & Gi is, amelyet további hasonló vállalkozások követtek.

## Lásd még
- Albán festők listája